# Ущелье Зараутсай (Наскальная Живопись)
Зараутсай (uzb. Zarautsay) — ущелье в горах Кугитанг (юго-западные отроги Гиссарского хребта), Шерабадском районе Сурхандарьинской области, в ста км от города Термез (Узбекистан). Здесь, на стенах скального грота, на высоте 2000 м над уровнем моря, сохранилась галерея рисунков, нанесённых, по разным оценкам, в эпоху мезолита или неолита (XII—V тыс. до н. э.).

## История Открытия
Живопись Зараутсая открыта в 1939 году охотником И. Ф. Ламаевым, сообщившим о ней директору Сурхандарьинского областного краеведческого музея Г. В. Парфёнову. Позднее Г. В. Парфёнов осуществил подробное описание этих рисунков, однако оно не было опубликовано (архив Института искусствознания АН Республики Узбекистан). В 1950 году вышла в свет книга А. Ю. Рогинской, принимавшей участие в исследованиях живописи Зараутсая вместе с Г. В. Парфёновым. В 1964 году живопись Зараутсая исследована А. А. Формозовым, позднее — Д. Ж. Кибировым и другими учёными. [1]

## Описание живописи

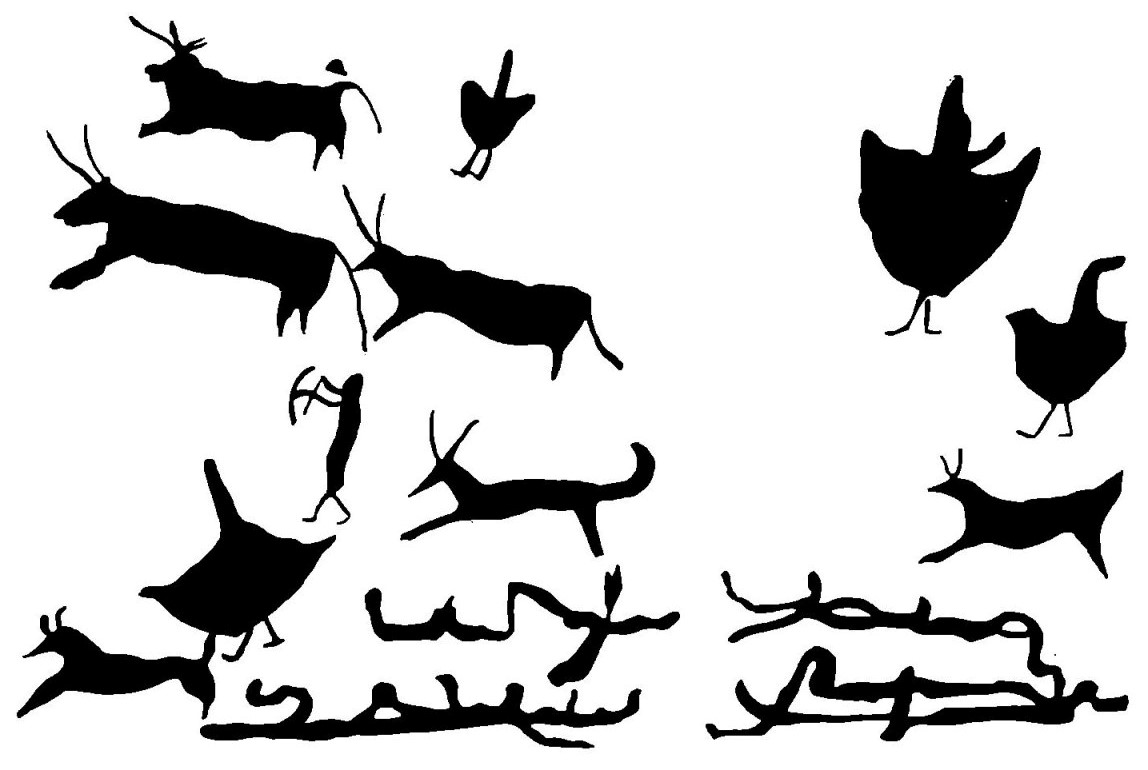

Живопись выполнена красной охрой на поверхности известкового натёка грота. В ней композиционно выделяются три группы рисунков, связанных со сценами магической охоты, из которых две размещены на северной стороне грота, а третья — на западной. Одна из композиций на северной стороне отображает сцену охоты замаскированных под птиц охотников на диких быков, вторая — сцену охоты на джейранов, один из которых поражён стрелой или дротиком, в третьей композиции, на западной стороне, представлена сцена охоты на винторогих козлов. Фигуры животных выполнены реалистично, в профиль, фигуры охотников — напротив, изображены схематично, в колоколовидном одеянии, некоторые с птичьими головами.[2] Между людьми и быком находятся антропоморфные существа с хвостами. Их тела изображены уже не в виде треугольника, а узкой прямой линией. В этих существах можно видеть мифических «хозяев зверей», помогающих людям на охоте.[3]
Все изображения нанесены на камень одной только краской — натуральной охрой нескольких оттенков. Размеры рисунков малы: от 4 до 20 сантиметров в длину.[4]
Не исключено, что грот являлся своего рода культовым святилищем, где совершались обрядовые действия с целью удачной охоты, что и отражено в наскальной живописи.[5]

## Неоднозначная датировка памятника
Возраст наскальной живописи Зараутсая определяется учёными по-разному. Предположению, что это памятники палеолитического искусства, противоречат изображения луков, изобретённых только в пору мезолита, и собак, одомашненных тогда же. На более позднее время, чем период палеолита, указывает и стилистический анализ. Из памятников первобытного искусства наскальные изображения Зараутсая ближе всего к испанским мезолитическим росписям. Сочетание реалистично выполненных изображений животных со схематическими человеческими фигурками также характерно для мезолитических росписей в Испании. Скорее всего, наскальные изображения Зараутсая относятся к мезолитическому или неолитическому времени.[6]
Большинство исследователей относит данную живопись к эпохе неолита, тогда как А. А. Формозов — к эпохе мезолита.[7]